# Diskrete Topologie
Im mathematischen Teilgebiet der Topologie ist ein topologischer Raum diskret, wenn alle Punkte isoliert sind, d. h. wenn in einer hinreichend kleinen Umgebung des Punktes keine weiteren Punkte liegen. Jede Teilmenge in einer diskreten Topologie ist offen und somit auch abgeschlossen, sie sind somit abgeschlossene offene Mengen. 

## Definition
Es sei {\displaystyle X} eine Menge. Dann ist die diskrete Topologie auf {\displaystyle X} die Topologie, unter der alle Teilmengen von {\displaystyle X} offen sind. Ein Raum, der die diskrete Topologie trägt, heißt diskret.
Das heißt, {\displaystyle X} trägt gerade die Potenzmenge {\displaystyle {\mathcal {P}}(X)} als Topologie.
Teilmengen {\displaystyle Y} topologischer Räume {\displaystyle X} heißen diskret, wenn sie mit der Teilraumtopologie diskret sind. Das ist äquivalent dazu, dass es zu jedem Punkt {\displaystyle y\in Y} eine Umgebung {\displaystyle U\subseteq X} von {\displaystyle y} gibt, die {\displaystyle y} als einzigen Punkt von {\displaystyle Y} enthält, d. h. {\displaystyle U\cap Y=\{y\}}.

## Eigenschaften
- Ein topologischer Raum {\displaystyle X} ist genau dann diskret, wenn für jeden Punkt {\displaystyle x\in X} die Menge {\displaystyle \{x\}} offen (und somit auch abgeschlossen) ist.
- In einem diskreten topologischen Raum {\displaystyle X} ist der Umgebungsfilter eines jeden Punktes {\displaystyle x\in X} die Menge aller Teilmengen {\displaystyle U\subseteq X} mit {\displaystyle x\in U.} Er ist ein Ultrafilter.
- In einem diskreten topologischen Raum {\displaystyle X} ist der Filter {\displaystyle {\mathcal {F}}} genau dann konvergent, wenn er der Umgebungsfilter eines Punktes {\displaystyle x\in X} ist. Dieser Punkt {\displaystyle x} ist dann der Limespunkt des Filters {\displaystyle {\mathcal {F}}.}
- Eine Folge {\displaystyle \left(x_{n}\right)_{n\in \mathbb {N} }} aus einem diskreten topologischen Raum konvergiert dann und nur dann, wenn sie ab einem bestimmten Folgenglied konstant wird (m. a. W. stationär ist).
- Diskrete Räume sind stets hausdorffsch. Sie sind genau dann kompakt, wenn sie nur endlich viele Punkte enthalten.
- Diskrete Räume sind lokalkompakt.
- Das kartesische Produkt endlich vieler diskreter topologischer Räume ist wieder diskret.
- Diskrete Räume sind total unzusammenhängend: Jedweder Teilraum mit mindestens zwei Elementen ist unzusammenhängend, zerfällt also in (mindestens) zwei disjunkte offene Mengen.
- Diskrete Räume sind 0-dimensional, sowohl bzgl. der kleinen und großen induktiven Dimension als auch bzgl. der Lebesgue'schen Überdeckungsdimension.
- Jede Abbildung von einem diskreten topologischen Raum {\displaystyle X} in einen beliebigen topologischen Raum {\displaystyle Y} ist stetig.
- Eine stetige Abbildung von einem topologischen Raum {\displaystyle X} in einen diskreten topologischen Raum {\displaystyle Y} ist lokal konstant.

## Diskrete Metriken
Ein diskreter topologischer Raum {\displaystyle X} lässt sich mit einer diskreten Metrik
{\displaystyle d(x,y):={\begin{cases}0&\mathrm {f{\ddot {u}}r} \ x=y\\1&\mathrm {f{\ddot {u}}r} \ x\neq y\end{cases}}}
ausstatten, die die diskrete Topologie induziert.
Die Ausstattung mit dieser Metrik bietet keinen wesentlichen Informationsgewinn.
Immerhin werden durch sie Begriffe wie Cauchy-Folge und Vollständigkeit anwendbar.

### Nachweis der Metrikaxiome
Die Erfüllung der positiven Definitheit und der Symmetrie ist unmittelbar aus der Definition ersichtlich.
Für den Nachweis der Dreiecksungleichung
{\displaystyle d(x,y)\leq d(x,z)+d(z,y)}
sind zwei Fälle zu unterscheiden:
1. Ist {\displaystyle x=y,} so ist die linke Seite gleich 0 und die Ungleichung sicher erfüllt.
2. Ist {\displaystyle x\neq y}, so muss {\displaystyle z\neq x} oder {\displaystyle z\neq y} sein, da {\displaystyle z} nicht mit zwei verschiedenen Elementen übereinstimmen kann. Das heißt, dass wenigstens eine der beiden Zahlen {\displaystyle d(x,z)} oder {\displaystyle d(z,y)} gleich 1 sein muss, weshalb
{\displaystyle d(x,y)=1\leq d(x,z)+d(z,y)}

gilt.
Überdies ist {\displaystyle d} eine Ultrametrik, denn {\displaystyle \max\{d(x,z),d(z,y)\}=0} ist nur bei {\displaystyle d(x,z)=0=d(z,y)} und damit nur bei der Gleichheit {\displaystyle x=z=y} möglich.
In allen anderen Fällen ist {\displaystyle 1\leq \max\{d(x,z),d(z,y)\},} so dass die verschärfte Dreiecksungleichung
{\displaystyle d(x,y)\leq \max\{d(x,z),d(z,y)\}}
für alle {\displaystyle x,y,z\in M} gilt.

### Metrische Eigenschaften
Bei einer gleichmäßig diskreten Metrik ist eine Folge genau dann eine Cauchy-Folge, wenn sie stationär ist.
Jeder mit einer gleichmäßig diskreten Metrik ausgestattete metrische Raum ist vollständig, das heißt: jede Cauchy-Folge konvergiert.

### Beispiel einer nicht-gleichmäßig diskreten Metrik
Sei {\displaystyle M:={\bigl \{}{\tfrac {1}{n}}\,{\big |}\,n\in \mathbb {N} {\bigr \}}} der mit der Betragsmetrik ausgestattete metrische Raum {\displaystyle (M,|x-y|).} Zu jedem Punkt {\displaystyle {\tfrac {1}{m}}} gibt es die Umgebung
{\displaystyle {\bigl \{}x\in M\;{\big |}\;|x-{\tfrac {1}{m}}|<{\tfrac {1}{m^{2}+m}}{\bigr \}}}
aller Punkte, die näher bei {\displaystyle {\tfrac {1}{m}}} liegen als der Punkt {\displaystyle {\tfrac {1}{m+1}}.} Sie besteht nur aus dem einen Punkt {\displaystyle {\tfrac {1}{m}}.} Somit sind alle Punkte {\displaystyle {\tfrac {1}{m}}\in M} isoliert, und die durch {\displaystyle |\cdot |} induzierte Topologie ist ebenfalls die diskrete.
Andererseits gibt es zu jedem {\displaystyle c\in \mathbb {R} _{>0}} ein {\displaystyle N:=\lceil {\tfrac {1}{c}}\rceil } und einen Punkt {\displaystyle {\tfrac {1}{N}}\in M} derart, dass für alle {\displaystyle n>N}   {\displaystyle |{\tfrac {1}{N}}-{\tfrac {1}{n}}|<{\tfrac {1}{N}}\leq c,} weshalb die Diskretheit der Metrik keine gleichmäßige ist.
Außerdem ist festzuhalten, dass die Folge {\displaystyle F:=\left({\tfrac {1}{n}}\right)_{n\in \mathbb {N} }} eine Cauchy-Folge ist, die keinen Grenzwert in {\displaystyle M} hat. Denn {\displaystyle M} trägt als Teilraum der reellen Zahlen {\displaystyle \mathbb {R} } die Teilraumtopologie, und in {\displaystyle \mathbb {R} } hat {\displaystyle F} den Grenzwert 0, den es in {\displaystyle M} nicht gibt.

## Kategorientheoretischer Hintergrund
Aus kategorientheoretischer Sicht ist die diskrete Topologie auf einer Menge die freie Topologie auf dieser Menge. Dazu betrachte man den Funktor {\displaystyle F\colon \mathbf {Sets} \to \mathbf {Top} } von der Kategorie aller Mengen (mit allen Mengenabbildungen als Morphismen) in die Kategorie aller topologischen Räume (mit allen stetigen Abbildungen als Morphismen), welcher jeder Menge {\displaystyle X} den diskreten Topologischen Raum {\displaystyle (X,{\mathcal {P}}(X))} zuweist und jeder Mengenabbildung dieselbe Abbildung zwischen den zugehörigen diskreten Räumen. Dieser Funktor ist nun linksadjungiert zum Vergissfunktor {\displaystyle U\colon \mathbf {Top} \to \mathbf {Sets} }. Üblicherweise werden die Bilder von Mengen unter solchen Funktoren jedoch als freie Konstruktionen bezeichnet, beispielsweise freie Gruppen, freie abelsche Gruppen, freie Moduln. In ähnlicher Weise ist die indiskrete Topologie als Funktor rechtsadjungiert zum oben genannten Vergissfunktor. Das heißt, die indiskrete Topologie ist der duale Begriff zur diskreten Topologie.